# 雷電III
《雷電III》是由日本遊戲品牌MOSS製作於2005年3月31日上市的清版射擊類型街機遊戲，雷電系列的第四作。2005年9月22日發售PlayStation 2版，2006年3月17日發售Windows版。MOSS與日本電子遊樂場「Mikado Game Center」（ゲーセンミカド）合作於2023年2月23日在任天堂Switch、PlayStation 4、PlayStation 5、Xbox One、Xbox Series X/S發售《雷電III × MIKADO MANIAX》。

## 系統
玩家所操控的戰鬥機（ファイティングサンダーME-02）可以透過集落敵機所掉落的道具來改變各3種不同的主副武器以及使用炸彈來攻擊並清除敵人子彈。遊戲關卡共有7個，當玩家完成遊戲時會在分數保留情形下重新開始，遊戲難度也會提高讓玩家挑戰最高分數。

## 評價
《Fami通》876号的交叉评审對PlayStation 2版給予26/40評分。

## 外部連結
- 官方網站 （页面存档备份，存于）MOSS（日語）
- 電子遊戲《雷電III × MIKADO MANIAX》官方網站